# Shane Stevens
Shane Stevens (New York, 8 ottobre 1941 – 2007) è stato uno scrittore statunitense di romanzi polizieschi. 
Il nome Shane Stevens è in realtà uno pseudonimo dietro cui si cela un personaggio che ha sempre protetto il proprio anonimato. 

## Opera
Stephen King rese omaggio all'opera di Shane Stevens nel suo romanzo La metà oscura, in cui l'eroe Thad Beaumont scrive dei violenti romanzi polizieschi aventi come personaggio principale Alexis Machine, il nome del protagonista del romanzo di Stevens Dead City. King gli dedicò la postfazione del libro con queste parole: "La scelta di questo personaggio è un omaggio a Mr. Stevens, i cui romanzi sono tra i più acuti mai scritti sul lato oscuro dell'American Dream. In queste opere la cosiddetta mente criminale e lo stato di psicosi cronica si fondono per creare il male perfetto. Ne raccomando la loro lettura incondizionatamente".
In By Reason of Insanity (distribuito in Italia con il titolo Io ti troverò), il personaggio del killer seriale, Thomas Bishop, crede di essere figlio di Caryl Chessman, giustiziato nel 1960 per diversi efferati crimini. Si tratta di un romanzo con il quale si ritiene che sia stata inaugurata la figura del serial killer in letteratura: per loro stessa ammissione, all'opera di Shane Stevens sono debitori, oltre a Stephen King, James Ellroy e John Connolly.
L'eroe del suo ultimo romanzo, The Anvil Chorus (uscito in Italia con il titolo L'ora della caccia), è un ispettore di polizia parigino, parente di Alfred Dreyfus.
Personaggio avvolto dal mistero, Stevens ha scritto sei romanzi tra il 1966 e il 1985, prima di sparire nel nulla. Ha tuttavia pubblicato successivamente due romanzi con lo pseudonimo di J.W. Rider: Jersey Tomatoes (Arbor, 1986) e Hot Tickets (Arbor, 1987). Muore nel 2007.